# 프라레일

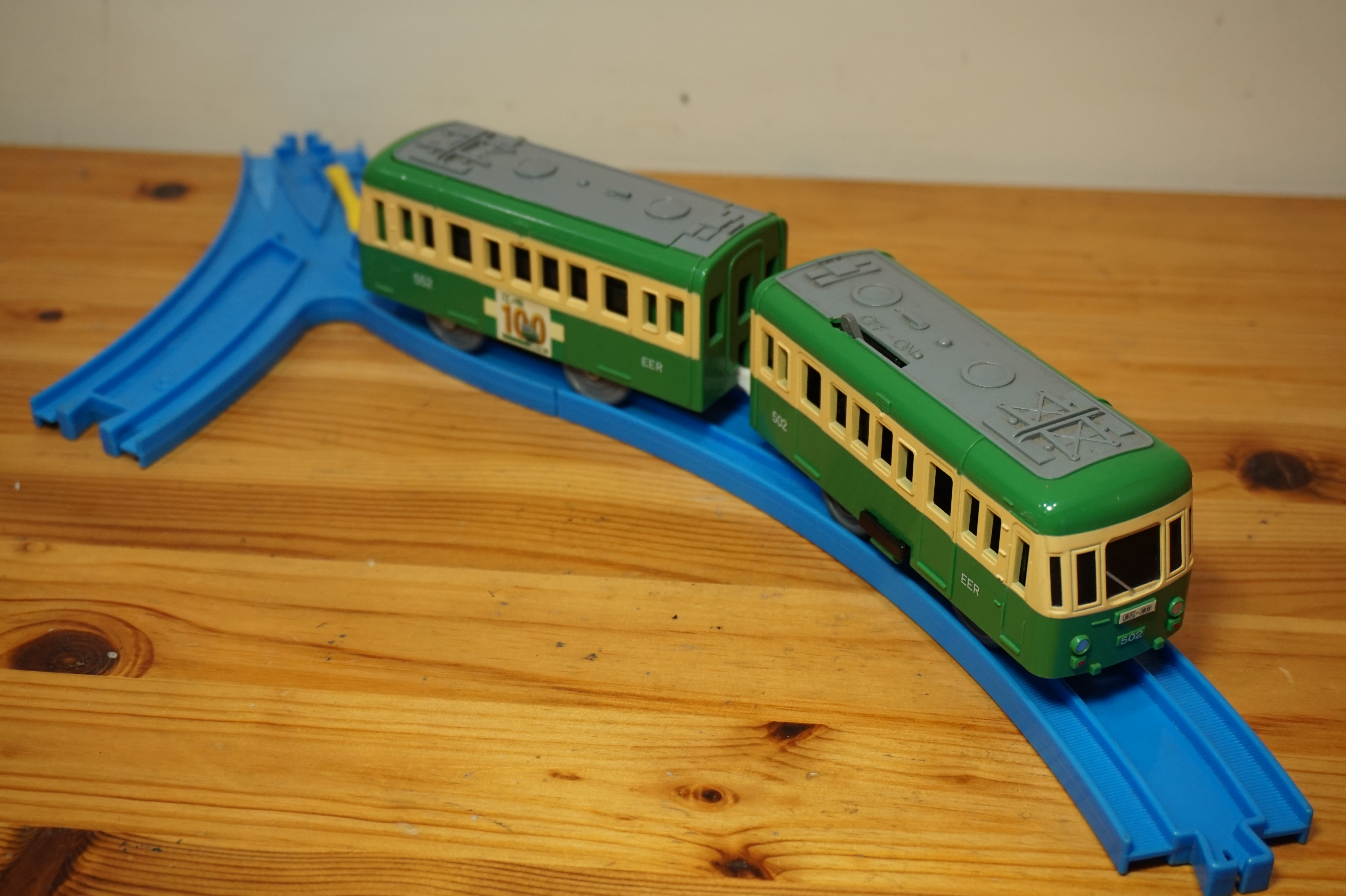
프라레일 장난감

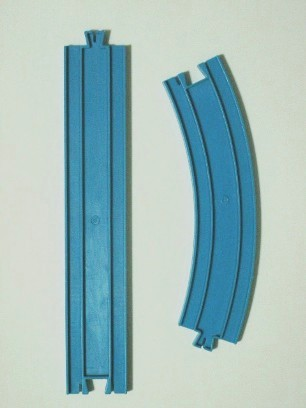
레일

프라레일(Plarail, 일본어: プラレール)은 타카라토미(합병 이전에는 토미)의 장난감 기차이다.
1959년 일본에 선보인 토미(Tomy)에서 만든 장난감 기차와 플라스틱 트랙 시스템이다. 1961년 10월 배터리로 작동하는 전기 장난감 기차 시스템으로 확장되었다. 프라레일은 대부분의 다른 모형 철도 브랜드와 호환되지 않는다. 나무 장난감 기차 시스템과 유사한 레일 궤간을 가지고 있으므로 철도 차량은 어느 정도 두 시스템 모두에서 운행될 수 있다.
에이치아이무역도 있으며, 토마스와 친구들을 생산하기도 한다.